# Hermetia illucens
Hermetia illucens, також львинка чорна або чорний солдат — вид широко поширених мух з родини коловодниць. Життєвий цикл триває приблизно 45 діб.

## Опис

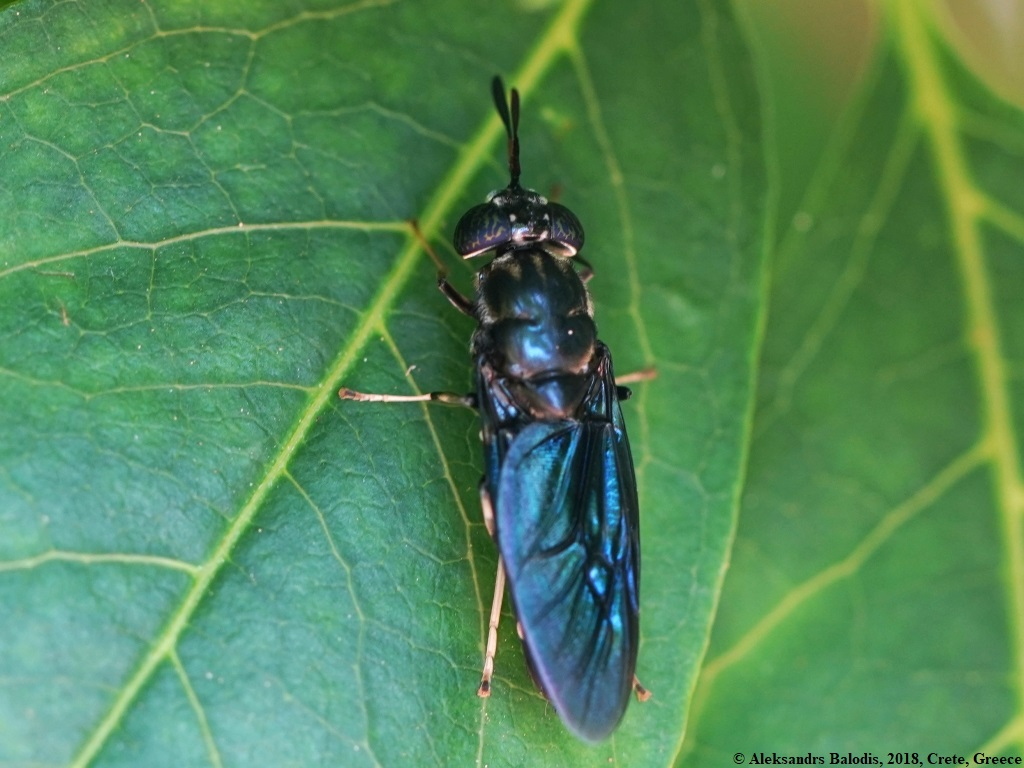
Доросла особина Hermetia illucens

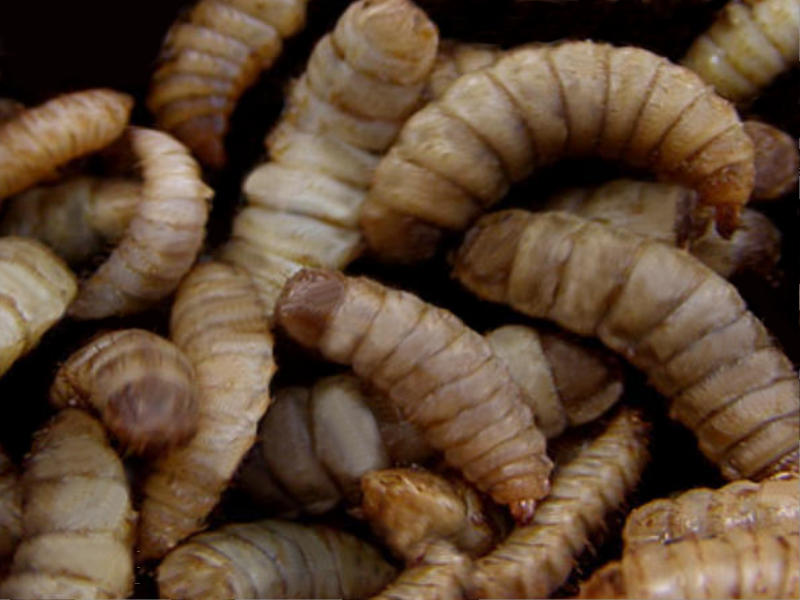
Личинки Hermetia illucens

Досить велика комаха жовто-чорного забарвлення, довжина тіла якої досягає 14 мм. Зовні львинка дуже нагадує бджолу, особливо в очі кидається її сплощене черевце, забарвлене чорно-жовтими смугами. Однак ні жала, ні отрути вона не має. Також у мухи є прозорі крила і вусики. Живе комаха поблизу водойм, найчастіше на квітучих рослинах. Доросла особина поведінкою не нагадує настирливих мух. Вона не харчується, у неї відсутній орган для цього. Після вилуплення, Hermetia illucens починає підготовку до розмноження.

## Поширення
Комаха зустрічається майже всюди: у лісах північної частини Євразії живуть близько 100 видів цих мух. Природним ареалом поширення є Північна і Південна Америка.

## Розмноження
Для особин виду львинки характерна наявність рис статевого диморфізму. Явних статевих відмінностей у самців і самок не спостерігається, хоча останні зазвичай є набагато більшими. Однак зазвичай розмір мух залежить від кількості спожитої личинкою їжі, в результаті чого і самці і самки можуть мати схожі біометричні показники.
Після спарювання самка відкладає від 5 до 8 сотень яєць в місцях, де є пожива для її майбутнього потомства. Це триває не більше 7 днів.

## Личинки
Після закінчення 3-5 діб з відкладених самкою яєць на світ з'являються маленькі личинки, довжина тіла яких становить близько 3 мм. Вони мають біле, жовте або світло-коричневе забарвлення. Їхні покрови просякнуті вуглекислим кальцієм, що служить хорошим захистом, як для самих личинок, так і для лялечок, які згодом утворюються всередині оболонки. Личинки зазвичай живуть у водоймах і ґрунті, харчуються детритом. Деякі види живуть у гної, гниючій деревині, в гніздах мурах. Також вони споживають м'ясо, рибу, пташиний та свинячий гній.

## Користь для людини
Люди розводять цих комах заради їхніх личинок, які в подальшому використовуються як корм.

### Сільське господарство
Це один з корисних видів мух, що використовуються в сільському господарстві. Чорна львинка ідеально надається для масового виробництва, і сама муха, і її личинка багаті кальцієм і є дорогою речовиною та чудовим доповненням до основного раціону свійської птиці та тварин. До того ж у процесі такої діяльності не залишається ніяких відходів, тому без проблем вирішуються проблеми, пов'язані з утилізацією небезпечних органічних відходів.

### Риболовля
Личинки чорного солдатика використовуються рибалками для ловлі великої риби, замість опаришів, що мають значно менший розмір.

### Зоомагазини
Також личинки продають, як корм для рептилій, гризунів, кажанів, акваріумних риб, павуків та жаб.

### Ферма 432
Катаріна Унгер, випускниця університету прикладних мистецтв у Відні, винайшла настільну ферму для розведення личинок, яка втричі ефективніша від свиноферми та в дев'ятеро ніж скотобійня. Назва виникла через те, що повний виробничий цикл апарату займає саме 432 години. Використовуючи 10 кілограм корму, можна отримати 9 кілограм личинок.